# Čimbenik stidljivih torijevaca
Čimbenik stidljivih torijevaca, izvorno Shy Tory Factor, ime je za fenomen koji su promatrali psefolozi za vrijeme parlamentarnih izbora u Velikoj Britaniji 1992. godine kada su tvrtke koje su se bavile ispitivanjem javnog mnijenja prije glasovanja za parlamentarne izbore i izlaznih anketa su drastično podcijenili broj stvarnih glasača za Konzervativnu stranku (koji su isto tako poznati pod nadimkom Tories).
Ovo podcjenjivanje dogodilo se prvi put 1992., a drugi put 2015. godine kada su ispitivanja predskazivala malu prednost ili čak neriješeni ishod u parlamentarnim izborima prije glasovanja, no nakon brojanja glasova Konzervativna stranka je dobila veliku većinu sjedala u parlamentu.